# El Duraznillo, Veracruz
El Duraznillo är en ort i Mexiko.   Den ligger i kommunen Tlaltetela och delstaten Veracruz, i den sydöstra delen av landet, 230 km öster om huvudstaden Mexico City. El Duraznillo ligger 1 325 meter över havet och antalet invånare är 151.
Terrängen runt El Duraznillo är huvudsakligen kuperad, men åt nordväst är den bergig. Runt El Duraznillo är det ganska glesbefolkat, med 38 invånare per kvadratkilometer. Närmaste större samhälle är Huatusco de Chicuellar, 13,0 km söder om El Duraznillo. I omgivningarna runt El Duraznillo växer i huvudsak städsegrön lövskog.